# Mokhtar Soussi de Casablanca
Le Mokhtar Soussi de Casablanca est un club de football féminin marocain. Le club a été sacré champion du Maroc en 2002 en battant le Chabab Atlas Khénifra.

## Palmarès
- Championnat marocain
  - Champion : 2002
- Championnat de la ligue du Grand Casablanca
  - Champion : 2002